# Riječki zaljev
Riječki zaljev, najsjeverniji dio Kvarnera smješten između zapadne obale Krka i Istarskog poluotoka i sjevernog dijela Hrvatskog primorja. Dubine mora zaljeva svuda su velike i sigurne za plovidbu. U zaljev se može uploviti Velim, Srednjim i Malim vratima (Tihi kanal). Velim vratima između Cresa i obale Istre spojen je s Kvarnerom i Srednjim vratima između Krka i Cresa s Kvarnerićem i dalje za jug na otovoreno more (Rijeka-Dubrovnik). 
Na obalama Riječkog zaljeva razvila se najveća hrvatska luka Rijeka i značajnija turistička središta i manje luke i lučice: Opatija, Lovran, Mošćenička Draga, Ičići, Volosko, Medveja, Njivice, Omišalj, Malinska. Među manjim zaljevima ističu se Bakarski zaljev uz koji su se smjestili Bakar i Bakarac, te Omišaljski s lukom Omišalj i sidrištem Beli kamik.

## Galerija
- Kod Kraljevice
- Pogled s otoka Krka  na zaljev, Učku i otok Cres
- Zalaz Sunca kod ulaza u Bakarski zaljev